# Harry Moger
Harry Moger (Southampton, settembre 1879 – Manchester, 16 giugno 1927) è stato un calciatore inglese, di ruolo portiere.

## Carriera
Gioca per Forest Swifts, Freemantle e Southampton prima di arrivare al Manchester United, nel maggio del 1903. Esordisce il 10 ottobre 1903 contro il Barnsley (4-0). Con l'United gioca 242 incontri di campionato, 266 sfide totali tra First Division (170 partite), Second Division (72), FA Cup (22) e Charity Shield (2). In otto anni conquista una promozione dalla Second Division, due titoli inglesi, una supercoppa inglese e una FA Cup, giocando sempre sotto la guida di Ernest Mangnall.
Tra il 15 ottobre e il 3 dicembre 1904 mantiene la rete inviolata per sette partita di Second Division. Nella stagione seguente ritorna inviolato per tre mesi tra il 9 settembre e il 2 dicembre 1905, durante quattro partite. Il primo settembre 1906 esordisce in prima divisione giocando contro il Bristol City, partita vinta 2-1.

## Statistiche
Moger gioca 72 incontri di Second Division subendo 59 reti. Nella prima divisione invece, in 170 presenze, subisce 248 gol.

### Presenze e reti nei club
| Stagione                 | Squadra                  | Campionato               | Campionato | Campionato | Coppe nazionali | Coppe nazionali | Coppe nazionali | Coppe continentali | Coppe continentali | Coppe continentali | Altre coppe | Altre coppe | Altre coppe | Totale | Totale |
| Stagione                 | Squadra                  | Comp                     | Pres       | Reti       | Comp            | Pres            | Reti            | Comp               | Pres               | Reti               | Comp        | Pres        | Reti        | Pres   | Reti   |
| ------------------------ | ------------------------ | ------------------------ | ---------- | ---------- | --------------- | --------------- | --------------- | ------------------ | ------------------ | ------------------ | ----------- | ----------- | ----------- | ------ | ------ |
| 1903-1904                | Manchester United        | SD                       | 13         | -11        | FACup           | -               | -               | -                  | -                  | -                  | -           | -           | -           | 13     | -11    |
| 1904-1905                | Manchester United        | SD                       | 32         | -29        | FACup           | 3               | -3              | -                  | -                  | -                  | -           | -           | -           | 35     | -32    |
| 1905-1906                | Manchester United        | SD                       | 27         | -19        | FACup           | 4               | -6              | -                  | -                  | -                  | -           | -           | -           | 31     | -25    |
| 1906-1907                | Manchester United        | FD                       | 38         | -56        | FACup           | 2               | -4              | -                  | -                  | -                  | -           | -           | -           | 40     | -60    |
| 1907-1908                | Manchester United        | FD                       | 29         | -37        | FACup           | 4               | -3              | -                  | -                  | -                  | CS          | 2           | -1          | 35     | -41    |
| 1908-1909                | Manchester United        | FD                       | 36         | -67        | FACup           | 6               | -3              | -                  | -                  | -                  | -           | -           | -           | 42     | -70    |
| 1909-1910                | Manchester United        | FD                       | 36         | -51        | FACup           | 1               | -2              | -                  | -                  | -                  | -           | -           | -           | 37     | 8      |
| 1910-1911                | Manchester United        | FD                       | 25         | -28        | FACup           | 2               | -2              | -                  | -                  | -                  | -           | -           | -           | 27     | -30    |
| 1911-1912                | Manchester United        | FD                       | 6          | -9         | FACup           | -               | -               | -                  | -                  | -                  | -           | -           | -           | 6      | -9     |
| Totale Manchester United | Totale Manchester United | Totale Manchester United | 242        | -307       |                 | 22              | -23             |                    | -                  | -                  |             | 2           | -1          | 266    | -331   |
| Totale carriera          | Totale carriera          | Totale carriera          | 256+       | -307+      |                 | 22+             | -23+            |                    | -                  | -                  |             | 2           | -1          | 280+   | -331+  |

## Palmarès

### Club

#### Competizioni nazionali
- Campionato inglese: 2

Manchester United: 1907-1908, 1910-1911
- Charity Shield: 1

Manchester United: 1908
- Coppa d'Inghilterra: 1

Manchester United: 1908-1909